# Bonneuil (Indre)
Bonneuil ist eine französische Gemeinde mit 75 Einwohnern (Stand: 1. Januar 2022) im Département Indre in der Region Centre-Val de Loire; sie gehört zum Arrondissement Le Blanc und zum Kanton Saint-Gaultier. 

## Geographie
Bonneuil liegt etwa 52 Kilometer südwestlich von Châteauroux.
Nachbargemeinden von Bonneuil sind Tilly im Norden und Nordwesten, Chaillac im Norden und Nordosten, Beaulieu im Osten, Jouac im Süden und Südosten sowie Saint-Martin-le-Mault im Süden und Westen.

## Bevölkerungsentwicklung
| Jahr                      | 1962 | 1968 | 1975 | 1982 | 1990 | 1999 | 2006 | 2013 |
| Einwohner                 | 202  | 201  | 176  | 173  | 101  | 83   | 89   | 105  |
| Quelle: Cassini und INSEE |      |      |      |      |      |      |      |      |

## Sehenswürdigkeiten

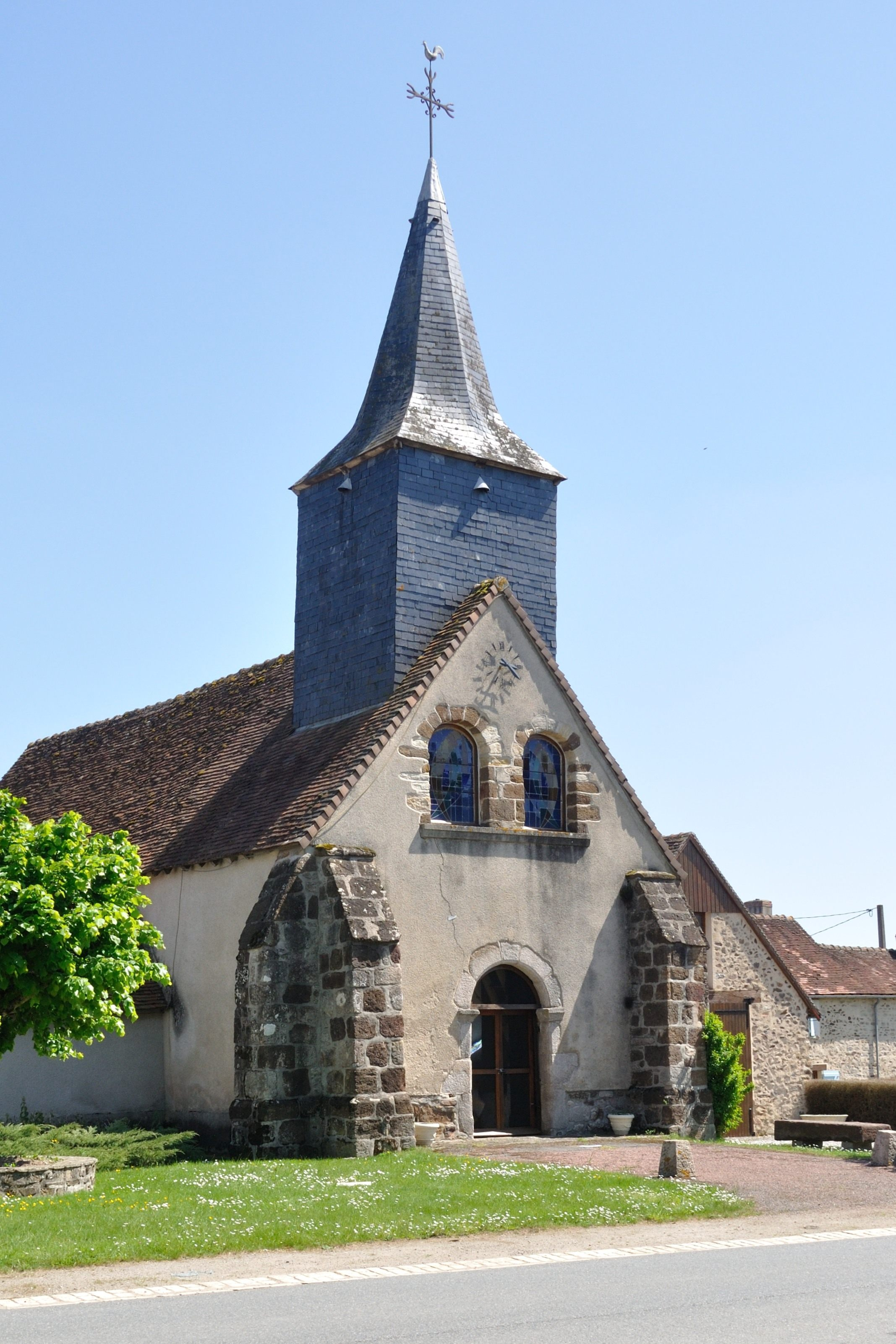
Kirche Saint-Martial

- Kirche Saint-Martial